# Marie-Thérèse Assiga Ahanda
Marie-Therese Assiga Ahanda (* 1941 in Yaoundé, Kamerun; † 1. Februar 2014 ebenda) war eine kamerunische Chemikerin, Autorin und Oberhäuptling der Völker der Ewondo und Bene. Sie war eine der ersten Frauen, die im traditionellen Kommando in Kamerun den Status einer „Senior Chief“ erlangte. Sie wurde 1991 zum Oberhäuptling der Ewondo und der Bene ernannt und 2000 inthronisiert.

## Leben und Werk
Ahanda war die älteste Tochter von Charles Atangana, dem Oberhäuptling der Völker der Ewondo und Bane unter der deutschen und französischen Kolonialherrschaft, und seiner zweiten Frau Julienne Ngonoa, die er am 6. Januar 1940 heiratete. Ihr Vater starb 1943, nur 2 Jahre nach ihrer Geburt. Atangana absolvierte einen Teil ihres Studiums in Europa, wo sie in Chemie promovierte. In den 1970er Jahren arbeitete sie an der Universität Yaoundé.
In den 1970er Jahren unterstützte Präsident Ahmadou Ahidjo das übergeordnete Häuptlingstum der Ewondo und der Bene nicht und bevorzugte stattdessen eine Vielzahl autonomer traditioneller Häuptlingstümer im gesamten Beti-Land in Kamerun. Sein Nachfolger Paul Biya setzte diese Politik in den 1980er Jahren fort. 1976 flog Ahanda mit ihrem Ehemann Jean Baptiste Assiga Ahanda nach Kongo-Brazzaville, ohne jedoch auf ihre Thron-Ansprüche zu verzichten. Im Jahr 1978 veröffentlichte sie African Societies und High Society: A Little Ethnology of Social Change, einen Roman über zwei junge Menschen, die auf den afrikanischen Kontinent zurückkehren und dort nach der Unabhängigkeit feststellen, dass sich ihr Land einerseits in einem Zustand des wirtschaftlichen Wachstums befindet, andererseits aber auch von Korruption zerfressen wird.
Sie kehrte nach Kamerun zurück und wurde von 1983 bis 1988 in die Nationalversammlung Kameruns gewählt. Während ihrer Amtszeit kämpfte sie für die Rehabilitierung der Häuptlingswürde der Ewondo und Bene und 1996 wurde sie als Prinzessin dieser Stämme anerkannt.
1991 wurde sie zum traditionellen Häuptling ernannt und trat die Nachfolge ihres Vaters Charles Atangana an. Sie wurde neun Jahre später aufgenommen. Dank Gilbert Andze Tsoungui, dem damaligen stellvertretenden Premierminister und Minister für Territorialverwaltung, und Emah Basile, Regierungsdelegierter der Stadtgemeinschaft von Yaoundé, wurde sie 1996 schließlich als Königin der Ewondo und der Bene bestätigt.
Anschließend begann sie mit der Modernisierung und Renovierung des ehemaligen Palastes ihres verstorbenen Vaters im Bezirk Efoulan, südlich von Yaoundé. Ihre Machtübernahme wurde zunächst von einigen angefochten, die der Meinung waren, ihr fehle das nötige Ansehen. Doch nach zwölfjähriger Herrschaft wurde sie zur Sprecherin des Staates für traditionelle Ewondo-Fragen
Am 13. Mai 2000 wurde sie als Häuptling 1. Grades des Efoulan-Häuptlingstums sowie als Oberhäuptling der Ewondo und der Bene aufgenommen.
Nach 15 jähriger Regentschaft starb sie 2014 im Alter von 72 Jahren in Yaoundé.